# Ringway
Ringway est une paroisse située au sud de Manchester, dans le Grand Manchester en Angleterre.
C'est la seule paroisse située dans la ville de Manchester, et elle a été intégrée à la ville en 1974 afin que la majorité des terminaux et des hangars de l'aéroport de Manchester se trouve dans les frontières de la ville. Suivant le recensement de 2001, elle a une population de 106 habitants.